# Madonna-turnék listája
Az amerikai énekes-dalszerző, Madonna eddig tizenkét koncertkörúton, tizenkilenc egyedi koncerten, kilenc jótékonysági koncerten, és három zenei fesztiválon lépett fel. Egyes médiában Madonnát „a koncertek királynőjeként”, vagy „a turnék királynőjeként” emlegették. A Pollstar és a Billboard Boxscore jelentései szerint 2023 januárjában továbbra is Madonna a legtöbbet jövedelmező női turnézó művész.
1985-ös debütáló koncertturnéja, a The Virgin Tour, csak Észak-Amerikában zajlott, és több mint 5 millió dollárt gyűjtött be. 1987-ben elindult a Who’s That Girl World Tour világ körüli turnéja, amellyel Európát, Észak-Amerikát, és Japánt is bejárta, és 25 millió dollárt keresett. A turné egyik párizsi, 130 000 rajongó előtti fellépése volt a legnagyobb fizető női művész koncertközönsége abban az időben, és továbbra is a legnagyobb közönség a francia történelemben. 1990-ben elindult a Blond Ambition World Tour-on, amelyet a Rolling Stone a "90-es évek legnagyobb koncertjeként" nevezett el. A BBC a turné "a modern, multimédiás pop-látvány feltalálásáért" számolt be. 1993-ban Madonna először járt Izraelben és Törökországban, majd Latin-Amerika és Ausztrália következett a The Girlie Show-val. A Time-ban Sam Buckley által írt recenzióban ez állt: "Madonna, aki egykor Harlow szajha volt, most pedig hetyke harlekin, a világ legnagyszerűbb show-ja."
Madonna egészen a 2001-es Drowned World Tour-ig nem turnézott újra. Gitározott, és jelmezei között szerepelt egy punkos kilt és gésa kimonó. Egyes kritikusok panaszkodtak amiatt, hogy a műsor legutóbbi albumainak anyagára koncentrált, de a reakció általában kedvező volt. Több mint 75 millió dollár bevételt hozott a nyári teltházas műsorokkal, és végül 730 000 ember előtt játszott Észak-Amerikában és Európában. A Drowned World Tour-t a 2004-es Re-Invention World Tour követte. Madonna inspirációt kapott a turné megalkotásához, miután részt vett az X-STATIC PRO=CeSS nevű művészeti installációban, amelyet Steven Klein rendezett. A Billboard Madonnának ítélte oda a "Backstage Pass Award-ot", annak elismeréseként, hogy az év legnagyobb bevételt hozó turnéja volt, közel 125 millió dolláros jegyeladással.
Madonna következő turnéi megdöntötték a világrekordokat, a 2006-os Confessions Tour több mint 194,7 millió USD bevételt hozott. ami akkoriban a valaha volt legtöbb bevételt hozó női művész turné volt. Ezt felülmúlta 2008-ban a Sticky & Sweet Tour, amely akkoriban a legnagyobb bevételt hozó egyéni előadó turné, és minden idők második legtöbb bevételt hozó turnéja lett, körülbelül 411 millió dollárral. 2012-ben a The MDNA Tour minden idők tizedik legtöbb bevételt hozó turnéjaként fejeződött be 305 millió dollárral, ami akkoriban a második legmagasabb a női előadók között, csak a Sticky & Sweet Tour mögött. A 2015–2016-os Rebel Heart Tour az egész arénát átfogó turné volt, amely 169,8 millió dollár bevételt hozott 1,045 millió látogatószámmal.
Madonna több promóciós koncerten is részt vett albumai népszerűsítésére, valamint díjkiállításokon és jótékonysági koncerteken, mint például a Live Aid (1985), a Live 8 (2005), és a Live Earth (2007). 2012-ben a Super Bowl XLVI félidei show fellépője volt, amely akkoriban a történelem legnézettebb félidei műsora lett. A Billboard Boxscore szerint Madonna 1990 és 2016 között több mint 1,31 milliárd dollár bevételt ért el a koncertjegyekből, először lépte át a bruttó milliárdot a The MDNA Tour-ral. Összesítésben a harmadik helyen áll, csak a The Rolling Stones (1,84 milliárd dollár) és a U2 (1,67 milliárd dollár) előzi meg. A 2022-es Pollstar-jelentés szerint Madonna női művészként jelent meg a legtöbb eladott jeggyel 11, 6 millióval világszerte. 2006-os Confessions turnéjának londoni állomása során Madonna lett az első előadó, akit beneveztek a Wembley Arénába.

## Koncertturnék
| Év        | Turné neve                 | Népszerűsített album         | Időtartam | Fellépések száma | Bevétel       |
| --------- | -------------------------- | ---------------------------- | --- | ---------------- | ------------- |
| 1985      | The Virgin Tour            | Madonna Like a Virgin        | 1985. április 10. – 1985. június 11. (Észak-Amerika) | 40               | 5,000,000 $   |
| 1987      | Who's That Girl World Tour | True Blue Who’s That Girl    | 1987. június 14. – 1987. június 22. (Ázsia) 1987. június 27. – 1987. augusztus 9. (Észak-Amerika) 1987. augusztus 15. – 1987. szeptember 6. (Európa) | 38               | 25,000,000 $  |
| 1990      | Blond Ambition World Tour  | Like a Prayer I’m Breathless | 1990. április 13. – 1990. április 27. (Ázsia) 1990. május 4. – 1990. június 25. (Észak-Amerika) 1990. június 30. – 1990. augusztus 5. (Európa) | 57               | 62,700,000 $  |
| 1993      | The Girlie Show            | Erotica                      | 1993. szeptember 25. – 1993. október 1. (Európa) 1993. október 5. (Ázsia) 1993. október 7. (Európa) 1993. október 11. – 1993. október 26. (Észak-Amerika) 1993. október 30. – 1993. november 6. (Dél-Amerika) 1993. november 10. – 1993. november 13. (Észak-Amerika) 1993. november 19. – 1993. december 4. (Ausztrália) 1993. december 7. – 1993. december 19. (Ázsia) | 39               | 70,000,000 $  |
| 2001      | Drowned World Tour         | Ray of Light Music           | 2001. június 9. – 2001. július 12. (Európa) 2001. július 21. – 2001. szeptember 15. (Észak-Amerika) | 47               | 75,000,000 $  |
| 2004      | Re-Invention World Tour    | American Life                | 2004. május 24. – 2004. augusztus 2. (Észak-Amerika) 2004. augusztus 14. – 2004. szeptember 14. (Európa) | 56               | 124,790,787 $ |
| 2006      | Confessions Tour           | Confessions on a Dance Floor | 2006. május 21. – 2006. július 23. (Észak-Amerika) 2006. július 30. – 2006. szeptember 12. (Európa) 2006. szeptember 16. – 2006. szeptember 21. (Ázsia) | 60               | 194,754,447 $ |
| 2008–2009 | Sticky & Sweet Tour        | Hard Candy                   | 2008. augusztus 23. – 2008. szeptember 27.(Európa) 2008. október 4. – 2008. november 30. (Észak-Amerika) 2008. december 4. – 2008. december 21.(Dél-Amerika) 2009. július 4. – 2009. augusztus 29. (Európa) 2009. szeptember 1. – 2009. szeptember 2. (Ázsia) | 85               | 407,713,266 $ |
| 2012      | The MDNA Tour              | MDNA                         | 2012. május 31. – 2012. június 4. (Ázsia) 2012. június 7. – 2012. augusztus 21. (Európa) 2012. augusztus 28. – 2012. november 25. (Észak-Amerika) 2012. november 28. – 2012. december 22. (Dél-Amerika) | 88               | 305,158,362 $ |
| 2015–2016 | Rebel Heart Tour           | Rebel Heart                  | 2015. szeptember 9. – 2015. október 29. (Észak-Amerika) 2015. november 4. – 2015. december 20. (Európa) 2016. január 6. – 2016. január 28. (Észak-Amerika) 2016. február 4. – 2016. március 20. (Ázsia és Óceánia) | 82               | 169,804,336 $ |
| 2019–2020 | Madame X Tour              | Madame X                     | 2019. szeptember 17. – 2019. december 21. (Észak-Amerika) 2020. január 12. – 2020. március 8. (Európa) | 75               | 51,361,008 $  |
| 2023–2024 | The Celebration Tour       | Különféle                    | 2023. október 14. – 2023. december 19. (Európa) 2024. január 8. – 2024. május 4. (Észak-Amerika) (Dél-Amerika) | 81               | TBD $         |

## Egyszeri fellépések
| Dátum              | Helyszín                                  | Esemény                                      | Város         | Előadott dal(ok) |
| ------------------ | ----------------------------------------- | -------------------------------------------- | ------------- | --- |
| 1983. október 13.  | Camden Palace                             | Madonna promóciós show                       | London        | "Everybody", "Burning Up", "Holiday" |
| 1998. február 14.  | Roxy NYC                                  | Ray of Light promóciós műsor                 | New York      | "Sky Fits Heaven", "Shanti/Ashtangi", "Ray of Light" |
| 2000. november 5.  | Roseland Ballroom                         | Music promóciós műsor                        | New York City | "Impressive Instant", "Runaway Lover", "Don't Tell Me", "What It Feels Like for a Girl", "Music" |
| 2000. november 29. | Brixton Academy                           | Music promóciós műsor                        | London        | "Impressive Instant", "Runaway Lover", "Don't Tell Me", "What It Feels Like for a Girl", "Holiday", "Music" |
| 2003. április 22.  | MTV Studios                               | Madonna: A színpadon és a lemezen            | New York City | "American Life", "Hollywood", "Nothing Fails", "X-Static Process", "Like a Prayer" |
| 2003. április 23.  | Tower Records                             | American Life promóciós műsor                | New York City | "American Life", "X-Static Process", "Mother and Father", "Hollywood", "Like a Virgin", "American Life" |
| 2003. április 30.  | RLT Studio                                | Absolut Madonna                              | Cologne       | "American Life", "Hollywood", "Music" |
| 2003. május 9.     | HMV Oxford Circus                         | American Life promóciós műsor                | London        | "American Life", "Hollywood", "Nothing Fails", "X-Static Process", "Mother and Father", "Like a Prayer", "Don't Tell Me" |
| 2005. november 15. | Koko                                      | Confessions on a Dance Floor promóciós műsor | London        | "Hung Up", "Get Together", "I Love New York", "Let It Will Be", "Everybody" |
| 2005. november 19. | G-A-Y                                     | Confessions on a Dance Floor promóciós show  | London        | "Hung Up", "Get Together", "I Love New York", "Let It Will Be", "Everybody", "Jump" |
| 2005. december 7.  | Studio Coast                              | Confessions on a Dance Floor promóciós műsor | Tokió         | "Hung Up", "Get Together", "I Love New York", "Let It Will Be", "Everybody" |
| 2008. április 30.  | Roseland Ballroom                         | Hard Candy promóciós műsor                   | New York City | "Candy Shop", "Miles Away", "4 Minutes" (közreműködött Justin Timberlake), "Hung Up", "Give It 2 Me", "Music" |
| 2008. május 6.     | Olympia                                   | Hard Candy promóciós műsor                   | Párizs        | "Candy Shop", "Miles Away", "4 Minutes", "Hung Up", "Give It 2 Me", "Music" |
| 2008. május 10.    | Mote Park                                 | Hard Candy promóciós show                    | Maidstone     | "Candy Shop", "Miles Away", "4 Minutes", "Hung Up", "Give It 2 Me", "Music" |
| 2012. február 2.   | Lucas Oil Stadium                         | Super Bowl XLVI félidei show                 | Indianapolis  | "Vogue", "Music", (közreműködött az LMFAO a Party Rock Anthem és a Sexy and I Know It című dalok elemeivel), "Give Me All Your Luvin’", (közreműködött Nicki Minaj és M.I.A.), "Open Your Heart" / "Express Yourself", (közreműködött Cee Lo Green), "Like a Prayer", (közreműködött Cee Lo Green) |
| 2016. március 10.  | Forum Theatre                             | Madonna: Tears of a Clown                    | Melbourne     | "Send In the Clowns", "Drowned World/Substitute for Love", "X-Static Process", "Between the Bars", "Nobody’s Perfect", "Easy Ride", "Intervention", "I’m So Stupid", "Paradise (Not for Me)", "Joan of Arc", Don’t Tell Me, "Mer Girl", "Borderline", "Take a Bow", "Holiday"                      |
| 2016. november 7.  | Washington Square Park                    | Hillary Clinton kampánykoncert               | New York      | "Express Yourself", "Don’t Tell Me", "Imagine", "Like a Prayer", "If I Had a Hammer", "Rebel Heart" |
| 2018. május 7.     | Metropolitan Művészeti Múzeum             | Met Gála                                     | New York      | "Like a Prayer", "Dark Ballet", "Hallelujah" |
| 2019. június 30.   | Pier 97, Hudson River Park                | Stonewall 50 – WorldPride NYC                | New York      | "Vogue", "American Life", "God Control", "I Rise" |
| 2021. október 9.   | Ginny's Supper Club - Red Rooster, Harlem | Ginny's Supper Club - Red Rooster, Harlem    | New York      | "Dark Ballet", "Crazy", "Sodade", "La Isla Bonita", "Like a Prayer" |
| 2022. április 30.  | Atanasio Girardot Sports Complex          | Maluma szülővárosi koncert                   | Medellín      | "Medellín" (közreműködött Maluma), "Music" |
| 2022. június 24.   |                                           | NYC Pride March                              | New York      | Hung Up, Material Gworrllllllll!, Celebration |

## Fordítás
Ez a szócikk részben vagy egészben  a   List of Madonna concerts című angol Wikipédia-szócikk fordításán alapul.  Az eredeti cikk szerkesztőit annak laptörténete sorolja fel. Ez a jelzés csupán a megfogalmazás eredetét és a szerzői jogokat jelzi, nem szolgál a cikkben szereplő információk forrásmegjelöléseként.